# 毛嘉
毛嘉（？—235年），曹魏河内郡人。
原為典虞车工。太和元年（227年），女儿毛贵嫔被魏明帝曹叡立为皇后。毛嘉拜为骑都尉，毛嘉之子即毛皇后弟毛曾为郎中。曹叡又进毛嘉为奉车都尉，毛曾为骑都尉，又封毛嘉为博平乡侯，迁光禄大夫，毛曾为驸马都尉。毛嘉突然富贵，魏明帝令朝臣在他家会集饮宴，其举动粗鲁愚笨，经常自称“侯身”，时人以为笑话。后又加毛嘉位特进，毛曾迁散骑侍郎。青龙三年（235年）毛嘉卒，追赠光禄大夫，改封安国侯，增邑五百，并前千户，谥节侯。未详其爵位是否由毛曾承袭。青龙四年（236年），追封毛皇后母夏氏为野王君。

## 家族

### 子嗣
- 毛皇后：
- 毛曾：